# Simeprevir
Simeprevir és un fàrmac antiviral d'acció directa amb indicació aprovada per la FDA (Food and Drug Administration) pel tractament de l'hepatitis C crònica en el pacient adult. No està indicat en monoteràpia sinó que s'ha d'utilitzar en combinació amb altres antivirals, amb l'associació de peginterferó-alfa i ribavirina, o únicament en combinació amb sofosbuvir.
El seu mecanisme farmacològic es basa en la inhibició específica de la serina proteasa NS3/4A del virus de l'hepatitis C (VHC), que resulta essencial per la replicació d'aquest virus. En anàlisis bioquímics ha demostrat inhibir l'activitat de les proteases NS2/4A del VHC recombinant de genotip 1a i 1b, amb valors de Ki de 0,5nM i 1,4nM respectivament. Es metabolitza per via hepàtica mitjançant el citocrom P-450 amb l'isoenzim CYP3A4. Així, l'administració concomitant amb fàrmacs que afectin l'activitat d'aquest isoenzim pot alterar les concentracions plasmàtiques de simeprevir. De la mateixa manera, simeprevir inhibeix l'activitat de CYP1A2 i l'activitat intestinal de CYP3A4 (l'activitat hepàtica d'aquest isoenzim no resulta inhibida), per tant afectarà la concentració plasmàtica dels fàrmacs que es metabolitzin a través d'aquests isoenzims.
S'ha avaluat l'eficàcia de simeprevir en combinació amb peginterferó alfa (INFpeg) i ribavirina (RBV) en pacients amb infecció pel genotip 1 del VHC en diversos estudis de fase 3, i s'ha demostrat que simeprevir en combinació amb INFpeg i RBV aconsegueix taxes de curació més elevades que l'associació de INFpeg i RBV com a monoteràpia, en pacients que no han rebut tractament previ o que han patit recidives.
Les dades de seguretat agrupades en els assaigs clínics de fase 3 mostren que durant les primeres 12 setmanes de tractament, les reaccions adverses notificades amb més freqüència (incidència ≥ 5%) van ser: nàusees, exantema, pruït, dispnea, augment de la bilirubina en sang i reaccions de fotosensibilitat. El perfil de seguretat de simeprevir és similar en els pacients amb infecció pel genotip 1 i 4 del VHC. La marca comercial és Olysio® i la seva presentació són càpsules de 150mg de principi actiu cadascuna.